# Yūta Higuchi
Yūta Higuchi (jap. 樋口 雄太, Higuchi Yūta; * 30. Oktober 1996 in Saga) ist ein japanischer Fußballspieler. 

## Karriere
Yūta Higuchi erlernte das Fußballspielen in der Jugendmannschaft von Sagan Tosu und dem National Institute of Fitness and Sports in Kanoya. Seinen ersten Profivertrag unterschrieb er 2019 bei seinem ehemaligen Jugendverein Sagan Tosu. Der Club aus Tosu spielte in der höchsten Liga des Landes, der J1 League. Für Tosu absolvierte er 66 Ligaspiele. Im Januar 2022 wechselte er ablösefrei zum Ligakonkurrenten Kashima Antlers.